# Ricorda quella notte
Ricorda quella notte (Remember the Night) è un film del 1940 diretto da Mitchell Leisen e scritto da Preston Sturges.

## Trama
In una New York in clima natalizio, Lee Leander, una giovane donna con precedenti penali, viene sorpresa mentre ruba un braccialetto in una gioielleria. A occuparsi del caso è il pubblico ministero John Sargent, noto per la sua durezza nei confronti degli imputati. Durante il processo, il brillante ma teatrale avvocato difensore Francis X. O’Leary riesce a suscitare la compassione della giuria, sostenendo che Lee abbia agito in stato di incoscienza, ipnotizzata dallo scintillio dei diamanti. Sapendo che i giurati, sotto l’influenza del clima natalizio, sono spesso più inclini all’assoluzione, John ottiene un rinvio del processo fino a dopo le festività. Tuttavia, col rinvio, Lee rischia di passare il Natale in carcere. Mosso a compassione, è proprio John a pagare la cauzione ma scopre che la donna non ha un posto dove andare. Scoprono di provenire entrambi dall’Indiana, così lui le propone di accompagnarla dalla madre durante il viaggio verso casa. Lungo il tragitto, un imprevisto li porta a dover affrontare un giudice di campagna ma riescono a sfuggire alla situazione grazie a uno stratagemma di Lee. L’incontro con la madre di Lee, tuttavia, si rivela traumatico: la donna la accoglie con freddezza e disprezzo. Per evitarle ulteriori umiliazioni, John la invita a trascorrere il Natale con la sua famiglia. Nella casa dei Sargent, Lee trova per la prima volta calore e affetto: la madre di John, la zia Emmy e il bizzarro aiutante di famiglia Willie la accolgono con gentilezza. Lee partecipa alla vita del villaggio, canta, cucina e si innamora lentamente di John, ricambiata. Ma la serenità delle festività si scontra presto con la realtà. Tornati a New York, Lee è combattuta tra il desiderio di una nuova vita e il peso del suo passato. La madre di John la mette in guardia: non deve essere lei a rovinare la carriera dell’uomo che ama. Una decisione difficile l’attende, mentre il processo si avvicina.

## Edizioni home video
Una prima versione venne inclusa nel cofanetto Mitchell Leisen, edito in DVD.